# Avtocestni predor Karavanke
Predor Karavanke (nemško Karawankentunnel) je avtocestni predor med Slovenijo in Avstrijo. Poteka pod istoimenskim gorovjem (pod Hruškim vrhom nedaleč od Rožce nad Hrušico) in povezuje slovensko avtocesto A2 z avstrijsko A11. Dolžina predora je 8019 metrov med portaloma, rudarska (izkopna) dolžina pa znaša 7864 metrov (dolžina slovenskega dela 3750 m), s katero so Karavanke najdaljši cestni predor v Sloveniji. Zgrajen je bil v letih 1986 do 1991, s čimer sta bili razbremenjeni edini dotedanji cestni povezavi med severozahodno Slovenijo in Avstrijo, Ljubelj in Korensko sedlo.
Predor Karavanke upravljajo z obeh strani meje iz nadzornih centrov, in sicer izmenično: ko en mesec predor nadzira in upravlja z njim slovenska stran, je avstrijska v pripravljenosti, in obratno.

## Gradnja in odprtje
Načrte za predor je v poznih 1970. letih izdelalo avstrijsko ministrstvo za promet. Čeprav je bil sprva načrtovan kot dvocevni predor (dvopasovna cev za vsako prometno smer), je bila zaradi premajhne količine prometa zgrajena samo ena cev, po katerem poteka promet dvosmerno. Vrtanje se je začelo na slovenski strani avgusta 1986 in na avstrijski junija leto kasneje, 1. junija 1991 pa je bil slovesno predan prometu.
Gradnja prve cevi karavanškega predora je stala okoli 160 milijonov današnjih evrov, od česar je okoli 87 milijonov (1,2 milijarde šilingov) prispevala Avstrija.
Manj kot mesec dni po odprtju je bila slovenska stran predora prizorišče osamosvojitvenega spopada med Teritorialno obrambo in JLA.
Do vstopa Slovenije v schengensko območje leta 2007 se je na avstrijski in na slovenski strani izvajal mejni nadzor.

## Oprema
Ob izgradnji je bil karavanški predor eden najsodobneje opremljenih predorov, saj je bila varnost v njem zagotovljena s sistemom nadzornih in varnostnih naprav: klica v sili, sistema za zaznavanje požarov, sistema prometne signalizacije, sistema video nadzora, radijskih in telefonskih zvez, sistema za nadzor zraka in prezračevanja. Po celotni dolžini je nadzorovan s 46 video kamerami, na vsakih 400 metrov so odstavne niše, niše za klic v sili, po celotni dolžini pa je opremljen tudi s protipožarno zaščito – z linijskimi, optičnimi in ročniki senzorji za detekcijo ogljikovega monoksida in požara. V predoru delujejo neprekinjene radijske zveze, namenjene vzdrževalcem, policiji, gasilcem in reševalcem. Krmiljenje prometa poteka s pomočjo daljinsko vodenih semaforjev, spremenljivih prometnih znakov in je avtomatsko, lahko pa je tudi ročno in po predhodno določenem programu – denimo v primeru požara ali vzdrževalnih del.

## Gradnja druge cevi
Zaradi naraščanja količine prometa so iz leta v leto pogostejši postajali kilometrski zastoji pred vhodom v predor, posebej ob koncih tedna in med poletno sezono. Zaradi povečanja pretočnosti in izboljšanja varnosti se je znova začela preučevati možnost izgradnje druge cevi. Leta 2015 je bil podpisan dogovor za izgradnjo druge cevi predora Karavanke vzhodno od obstoječe, katere načrtovana dolžina znaša 7948 metrov (3546 m na slovenski in 4402 na avstrijski strani).
Pred začetkom gradnje nove cevi je bil na avstrijski strani zgrajen podaljšek avtoceste za dostop do bodočega vhoda, vključujoč 350-metrski viadukt. Njegova gradnja se je začela septembra 2015, končana je bila oktobra 2017.
18. septembra 2018 se je na avstrijski strani začelo vrtanje.
Domače podjetje Swietelsky je bilo izbrano za izvedbo v Avstriji, turško podjetje Cengiz İnşaat pa je bilo izbrano za izvajalca na slovenski strani decembra 2019. Delo na slovenski strani se je začelo v prvem tednu marca 2020 po več zapletih v postopku oddajanja pogodb. Prvih 900 metrov tunela na slovenski strani je bilo izkopanih 3. junija 2021. Do septembra 2021 so na avstrijski strani zaključili kopanje 4402 m dolgega dela do mejne črte, 5. marca 2024 pa je bil predor prebit tudi s slovenske strani. 18. marca je potekala tudi slovesnost ob prebitju predora.
Nova cev je za dokončanje predvidena jeseni 2025. Takoj po odprtju bo ves promet preusmerjen skozi novozgrajeno cev, medtem pa bo obstoječa cev zaprta ter deležna obsežne prenove in posodobitve. 2027, ko naj bi po načrtih bila zaključena tudi obnova, bo v karavanškem predoru naposled ukinjen dvosmerni promet in omejitev hitrosti zvišana s trenutnih 80 na 100 km/h.